# Приваловские миллионы

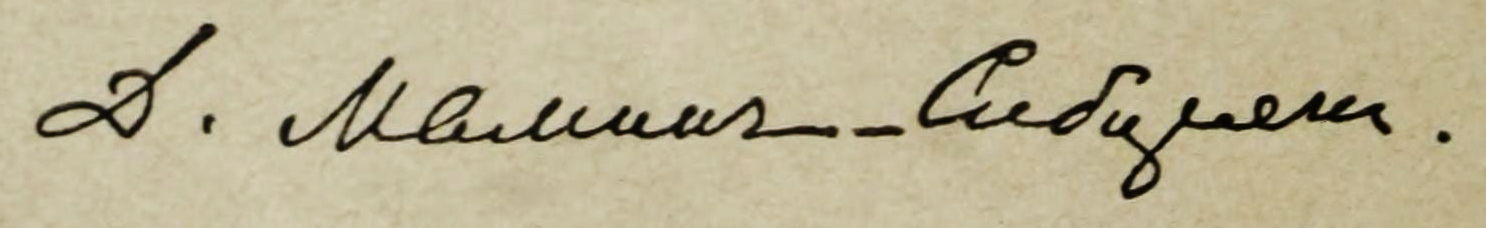
Автограф Мамина-Сибиряка из Полного собрания сочинений. 1915 год

«Прива́ловские миллио́ны» — роман Дмитрия Наркисовича Мамина-Сибиряка, написанный в 1883 году. Одно из самых значительных произведений писателя.

## История создания
Мамин-Сибиряк начал писать давно вынашиваемый роман «Приваловские миллионы» в середине 1870-х годов в Санкт-Петербурге в тяжёлых условиях сырости, нищеты и голода. Позже перебрался в Нижнюю Салду, чтобы помогать своей семье. Затем вместе с семьёй переехал в Екатеринбург. Много времени тратил на репетиторскую работу, но урывками продолжал работать над романом, создавая новые редакции. Часто, устав от тяжёлой работы, писал рассказы, используя сюжеты, не вошедшие в роман. В 1883 году роман впервые был опубликован в демократическом журнале «Дело» вместе с повестью «Максим Бенелявдов».

## Фабула
Роман натуралистично рассказывает о становлении буржуазии в России XIX века и создаёт ряд ярких образов сибирских характеров.
Сюжет основан на реальных фактах из жизни промышленного Урала XIX века.
Глубина и художественная сила, с которыми изображается в романе победное шествие капитализма, буржуазные взаимоотношения, исключающие какие-либо нравственные нормы, — поразительны.
Автор поставил перед собой задачу показать Россию в её движении по капиталистическому пути, и сделал это первым.
По словам А. М. Горького, особый быт, яркие характеры и глубокий демократизм книги помогают «понять и полюбить русский народ, русский язык».
На создание романа автор потратил около десяти лет. Сохранилось пять рукописных вариантов этого произведения. Работа над ними шла в выявлении сущности сложного замысла, сюжета, поиска художественных решений проблем, волновавших писателя.
В процессе работы над романом менялись его названия: «Семья Бахаревых», «Каменный пояс» (два варианта), «Сергей Привалов», «Приваловские миллионы».
Сергей Привалов являлся то состоятельным человеком, то агентом английской фирмы по перепродаже русского хлеба за границу. В окончательной редакции он стал потомственным наследником Шатровских заводов, последним представителем когда-то очень известной на Урале семьи промышленников Приваловых.

## Экранизации
- 1915 — «Приваловские миллионы» режиссёра Владимира Гардина, Российская империя. Фильм не сохранился.
- 1972 — «Приваловские миллионы» режиссёра Ярополка Лапшина. СССР.
- 1983 — «Приваловские миллионы» (болг. Милионите на Привалов; нем. Die priwalov'schen Millionen), немецко-болгарский мини-сериал режиссёров Дитхарда Кланте и Николая Попова. ФРГ, Болгария.